# Nyköpings gymnastikförening
Nyköpings gymnastikförening är den äldsta föreningen i Södermanland och den tolfte äldsta i hela Sverige. Föreningen grundades den 12 februari 1878.

## Historik
Under andra hälften av 1800-talet var gymnastiksystemet av Pehr Henrik Ling ett dominerande system som var populärt inom militära förband och skolor. Löjtnant Carl Ankarcrona, som var gymnastiklärare vid Nyköpings högre allmänna läroverk, ville att inte bara ungdomar skulle få utbildning i gymnastik och tog då initiativ med några före detta elever och grundade Nyköpings gymnastikförening.
Den 12 december 1880 hade föreningen sin första uppvisning i gymnastik. Det lockade många åskådare. De visade gymnastiska övningar där de demonstrerade styrka och vighet.
Den 1 januari 1888 öppnades en av de iordningställd skridskobana av föreningen vid Sjötullen strax utanför Täcka Udden.
Föreningens första ordförande var Erik Lundquist. Det var 23 medlemmar från början med en medelålder på 21 år.

## Aktiviteter
Då genomförde Ankarcrona gymnastiska övningar två kvällar i veckan i läroverkets gymnastiksal (idag Nicolaiskolan).
I övningarna ingick både fristående gymnastik samt redskapsgymnastik, till exempel armgång på häv planka(bom) och i par linor eller sprang över en eller två hästar. 
Föreningen hade också utomhusidrotter som lawn-tennis, pärk, långboll och även simning med livräddning.
Redan efter två års arbete visade de sin kompetens med årliga uppvisningar. 1885 flyttades de till Nyköpings Teater, då nybyggd.
Förutom sina gymnastiska talanger visade de också exempel på scenkonst. Föreningen var aktiv i många riktningar.

## Föreningens lokaler
Gymnastikhuset vid Nikolaiskolan använde föreningen för sina aktiviteter har förändrats med tiden. Först byggdes mansardvåningen upp till en hel våning. En till byggnad byggdes också längs med Västra Kvarngatan ner mot Nyköpingsån. Detta förändrade utseendet på gymnastiksalen. Den största förändringen var att gymnastikläktaren försvann och blev en del av lärosalarna högre upp. Dessa förändringar skedde på 1930-talet.